# Suelette Dreyfus
Suelette Dreyfus est une écrivaine et une chercheuse en système d'information à l'Université de Melbourne en Australie.
Elle est docteur en philosophie de l'Université Monash depuis 2001.
Suelette Dreyfus a fait partie en 2007 de l'Advisory Board du site lanceur d'alerte WikiLeaks.

## Travaux
Suelette Dreyfus a co-produit des documentaires :
- In the Realm of the Hackers (2003)
- Frontline (2001)

Elle a également publié :
- The Quiet Revolution en 2005 chez McGraw-Hill/Dushkin (Iowa)
- Underground (en) en 1997 chez Random House, adapté en 2012 sous le nom d' Underground : L'Histoire de Julian Assange (Underground: The Julian Assange Story)

## Sources
- (en) Profiling the University of Melbourne's Researchers
- (en) Archives 2007 de WikiLeaks